# Залісся (територія)
Залі́сся (Заліська земля) — історична область у міжріччі Волги та Оки у Середньовіччі.

## Топонім
Назва Залісся походить від знаходження цієї території за Дебрянськими (Брянськими) лісами, тобто «за лісом» відносно центральних областей Київської Русі, перш за все Київського і Чернігівського удільних князівств.
У XIII столітті на Заліссі почалось поширення топонімів з центральних областей Київської Русі, в першу чергу у назвах міст (Володимир-Заліський чи Володимир-на-Клязьмі, Галич-Мерський, Звенигород-Заліський, Переславль-Заліський, Стародуб-на-Клязьмі, Юр'єв-Польський тощо).

## Історія

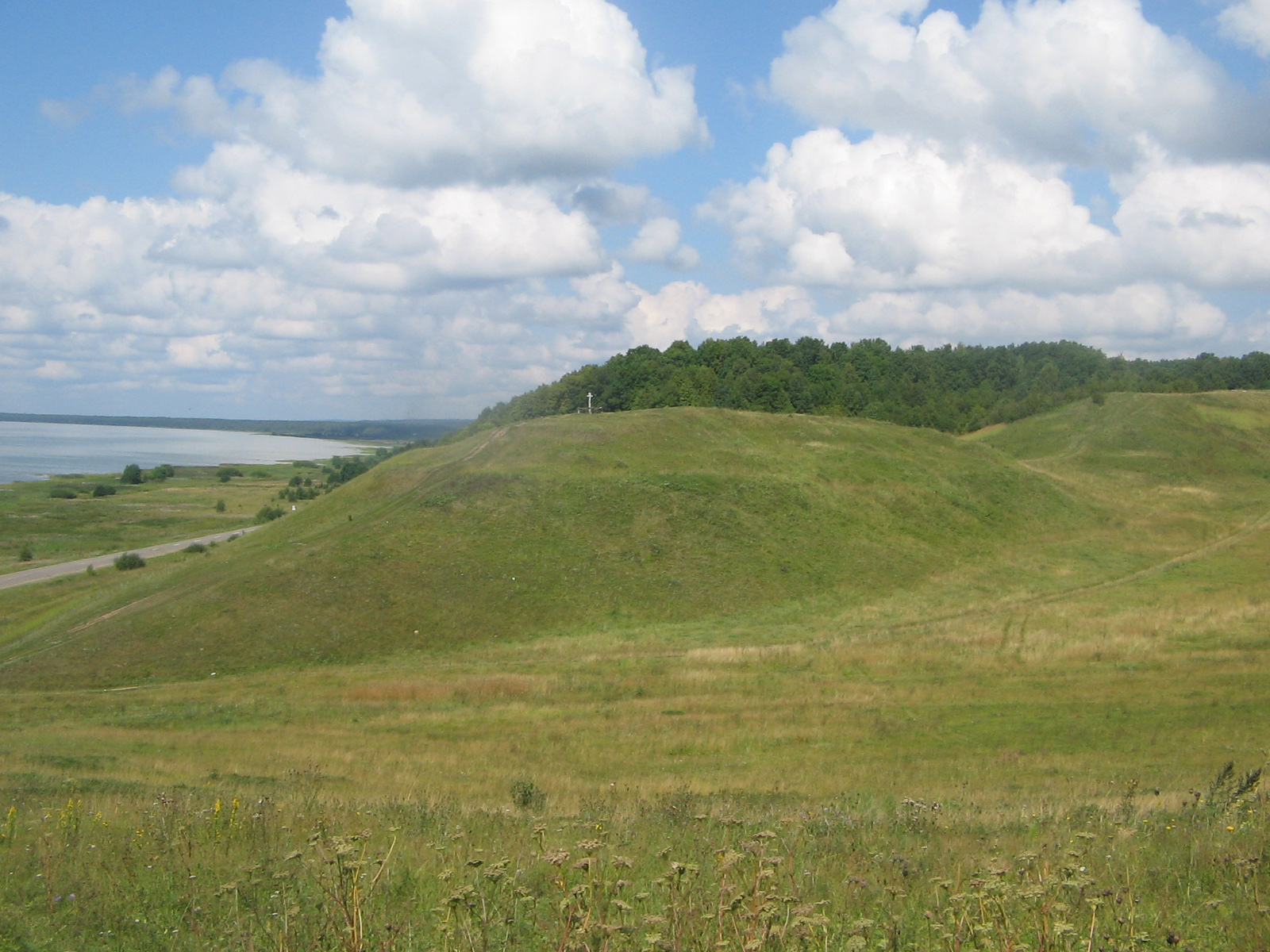
Александрова гора — мерянське капище в Заліссі, неподалік від Переславля-Заліського

До XIII століття Залісся не відігравало помітної ролі у політичній системі тодішньої Русі, було його периферією. Російський історик Дмитро Іловайський писав: 
|  | Вирізняючись суворим кліматом, населена бідними фінськими племенами (Весь, Меря), вона вважалася найостаннішим уділом між волостями Мономаха... Оригінальний текст (рос.) Отличаясь суровым климатом, населенная бедными финскими племенами (весь и меря), она считалась самым последним уделом между волостями Мономаха... |

Залісся не вважалося Руссю до XIII століття.
При московському князі Івані III було завершено об'єднання усіх заліських земель навколо Московського князівства.

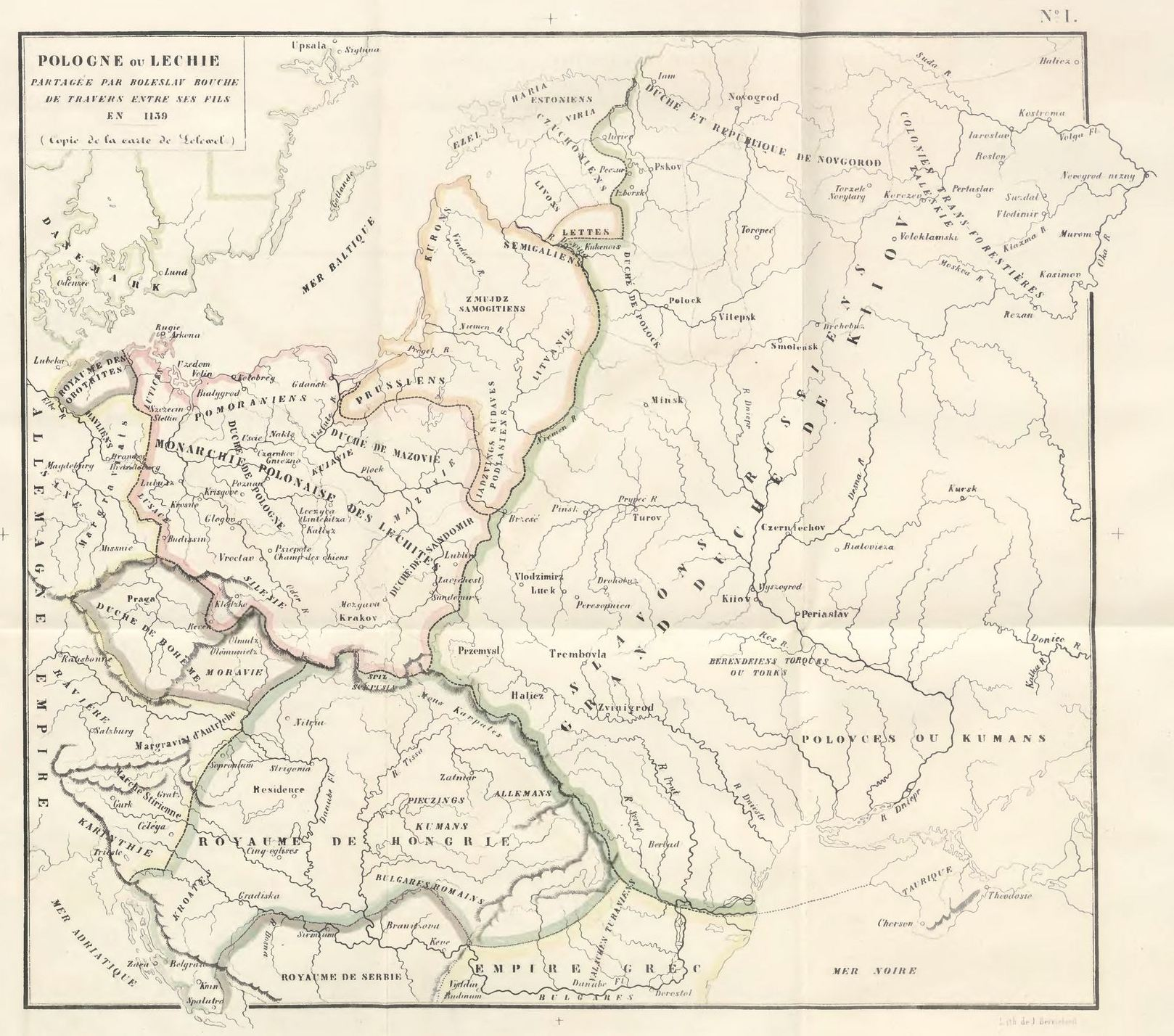
Мапа Східної Європи у 1139 р. Північно-східні території позначені як Залісся. Автор Йоахим Лелевель.

Сам термін «Залісся» нечасто трапляється в давньоруських джерелах: окрім «Списку», він згадується тільки в повісті «Задонщина», написаній наприкінці XIV століття (окрім того, там присутній вираз «орда Заліська», вжите щодо війська Московського князя «фрягами» з Кафи). Схожі сполучення «Суждали Залесская дань» і «А се Залѣскии» (міста) є в Уставній грамоті Смоленської єпископії 1136 року.
Назва «Залісся» географічне, південного походження, вона буквально розуміла під собою те, що було «за лісом» стосовно до київських і чернігівських земель, від яких Залісся відокремлювали важкопрохідні брянські («дебрянські» — від слова «дебрі») ліси, населені в'ятичами. Існували два основні шляхи, що пов'язували столицю Київської Русі із Заліссям: Окольний Водний Дніпровсько-Волзький шлях із волоком на Валдаї (використовувався, зокрема, Глібом Володимировичем у 1015 році, Юрієм Долгоруким у 1155 році) і «дорога прямоїжджа» через в'ятицькі ліси (Святослав Ігорович наприкінці 960-х років, Володимир Мономах наприкінці XI століття та ін.).
Згідно зі «Списком руських міст далеких і близьких», Заліська земля включала в себе 55 міст і поселень.
- Москва;
- Ярославська область: Переславль-Залєський, Ростов, Ярославль, Углич;
- Костромська область: Кострома;
- Владимирська область: Владимир, Боголюбово, Суздаль, Юр'єв-Польський, Стародуб-на-Клязьмі;
- Нижньогородська область: Нижній Новгород, Городець;
- Кіровська область: Вятка (Кіров);
- Івановська область: Шуя, Юр'євець;
- Вологодська область: Вологда, Великий Устюг, Бєлозерськ;
- Московська область: Можайськ;
- Калузька область: Боровськ, Любутськ;
- Курська область: Курськ;
- Орловська область: Новосиль;
- Тульська область: Одоєв;
- Тверська область: Торжок, Ржев.

## Населення
Відомо, що з початку нашої ери територію Залісся населяли фіно-угорські племена меря, мещера та мурома та балтська голядь. Проте, у XI столітті почалася слов'янська міграція на цю територію, пік якої припав на XIII століття. Унаслідок відбулося змішання слов'янського, балтського та фіно-угорського населення. При чому слов'янське населення мігрувало не тільки з території Русі.
На думку ряду дослідників, фіно-угорське автохтонне населення через свою нечисленність було швидко асимільовано. Про масивну слов'янську міграцію протягом XII століття свідчать літописи та археологічні розкопки. Саме на цей період припадає заснування і швидке зростання численних міст Ростово-Суздальської землі (Владимир, Москва, Переславль-Залєський, Юр'єв-Опольський, Дмитров, Звенигород, Стародуб-на-Клязьмі, Ярополч-Заліський, Галич та ін.), назви яких нерідко повторювали назви міст Походження переселенців. З початку XIII століття Ростово-Суздальська земля (у майбутньому ядро Залісся) включається в поняття «Русь»: наприклад, в Лаврентіївському літописі Владимир, Москва і Переяславль-Залєський у 1293 році називаються руською землею, а Лівонська римована хроніка називає Суздаль руським містом.